# Cryphia albosignata
Cryphia albosignata là một loài bướm đêm trong họ Noctuidae.